# Kaos (TV-serie)
Kaos är en amerikansk komedi- och dramaserie, med koppling till den grekiska mytologin, från 2024 som är skapad av Charlie Covell för Netflix. Serien hade premiär på strömningstjänsten Netflix den 29 augusti 2024 och består av åtta avsnitt.

## Handling
Serien kretsar kring den allsmäktige men osäkra guden Zeus som börjar frukta att världens undergång är nära. Han blir hämndlysten gentemot dels sina underlydande och dels sex människor med koppling till en profetia som eventuellt rör jordens apokalyps.

## Rollista i urval
- Jeff Goldblum - Zeus
- Janet McTeer - Hera
- Cliff Curtis - Poseidon
- David Thewlis - Hades
- Killian Scott - Orpheus
- Debi Mazar - Medusa
- Aurora Perrineau - Riddy
- Misia Butler - Caneus
- Leila Farzad - Ari
- Nabhaan Rizwan - Dionysus
- Rakie Ayola
- Stanley Townsend
- Billie Piper
- Fady Elsayed